# The Bonzo Dog Doo-Dah Band
The Bonzo Dog Doo-Dah Band (также: The Bonzo Dog Band, The Bonzo Dog Dada Band, The Bonzos) — британский музыкальный коллектив, образовавшийся в 1962 году в Лондоне, Англия, и в течение 1960-х годов специализировавшийся на экспериментальной, эксцентричной поп/рок-музыке, соединяя в своём творчестве традиции английского мюзик-холла, ретро-джаза, поэзии абсурда, рок-авангарда и поп-психоделии. The Bonzos, во главе с Вивьеном Стэншоллом (погибшим в 1995 году во время пожара), которого Trouser Press называет «человеком Возрождения» и «гением, обладавшим творческим воображением невероятных масштабов», стали, согласно Allmusic, стали самой успешной (наряду с The Mothers of Invention) из современных групп, сумевших соединить рок и комедию.
Будучи некоммерческой группой The Bonzo Dog Doo-Dah Band, тем не менее, имели успех в британских чартах: три их альбома входили в Top 40, а сингл спродюсированный Полом Маккартни «I’m The Urban Spaceman» в 1968 году стал хитом, поднявшись до #5.. The Bonzo Dog Doo-Dah Band в 1970 году распались, после чего воссоединялись в 1972, 1988 и 2006 годах.

## История группы
Группа образовалась 25 сентября 1962 года: именно в этот день Вивьен Стэншолл и Родни Слейтер (англ. Rodney Slater) познакомились, наблюдая за боксёрским матчем Флойда Паттерсона и Сонни Листона. Слейтер до этого играл трад-джаз в Королевском художественном колледже (англ. Royal College of Art); в числе участников коллектива были Крис Дженнингс, Том Паркинсон, Тревор Браун и его основатель Роджер Уилкс. Постепенно стиль ансамбля менялся: от традиционных форм — к музыке, похожей на ту, что играли The Alberts и The Temperance Seven. Вивьен Стэншолл вошёл в состав, и они с Родни переименовали последний в The Bonzo Dog Dada Band — в честь популярного в 1920-х годах британского карикатурного персонажа Bonzo the Dog, созданного художником Джорджем Стадди.
Вскоре после того, как Вивьена, Родни и Тома выселили из квартиры, которую они снимали на троих, в состав вошли ещё дворе участников: лектор Колледжа Голдсмита Вернон Дадли Боэй-Новелл (Vernon Dudley Bohay-Nowell) и снимавший у него комнату автор песен и пианист Нил Иннес; если верить последнему, «приставку» Боэй-Новелл придумал для Дадли сам Стэншолл. Некоторое время ансамбль выступал с барабанщиком Томом Хеджесом; затем в состав вошел Мартин Эш (англ. Martin Ash), позже принявший сценический псевдоним Сэм Спунз (англ. Sam Spoons). Наконец, коллектив дал первый концерт в пабе, где его и заметил Роджер Раскин Спиэр, сын известного британского художника. Преодолев изначальное неприятие группы и будучи специалистом по ранним электронным приставкам и экзотическим инструментам, он вскоре вошёл в состав ансамбля. Состав изменился вновь: Роджера Уилкса и тромбониста Джона Перри заменили Боб Керр и Сид николс соответственно. После прихода в группу Ларри Смита (англ. Legs Larry Smith) в 1963 году, состав, считающийся «классическим», сформировался окончательно.
Группа стала регулярно выступать в лондонских пабов. На одном из концертов, в Tiger’s Head, Кэтфорд, её заметил Редж Трэйси и предложил свою помощь. В апреле 1966 года он заключил для группы, название которой этому времени окончательно трансформировалось в The Bonzo Dog Doo Dah Band, контракт с компанией Parlophone Records, которая выпустила синглом кавер-версию «My Brother Makes The Noises For The Talkies» (с «I’m Going To Bring A Watermelon To My Girl Tonight» — песней, считавшейся слишком «рискованной» для радио). Ни этот сингл, ни последовавший за ним «Alley Oop» («Button Up Your Overcoat» на обороте) успеха в чартах не имели.
В 1967 году The Bonzos решили стать рок-группой: музыканты были недовольны тем, что их постоянно сравнивают с The Temperance Seven и даже приглашают в The New Vaudeville Band. Решающее значение имело приглашение Пола Маккартни принять участие в фильме «Magical Mystery Tour» — группа исполнила там песню «Death Cab For Cutie». Примерно в то же время они выступили в детской телепрограмме «Do Not Adjust Your Set», где дебютировали также некоторые будущие участники Monty Python’s Flying Circus (Эрик Айдл, Терри Джонс, Майкл Пэлин, Дэвид Джейсон). The Bonzos играли здесь каждую неделю и нередко принимали участие в инсценировках.
В том же году группа (в формате септета) перешла на Liberty Records: здесь вышел дебютный альбом Gorilla, записанный на четырёхдорожечной аппаратуре (что, как выяснилось впоследствии несколько стеснило его концепцию). Как и многие альбомы того времени, этот содержал многозначительные кавер-версии, но Bonzo подходили к интерпретациям по-своему, в крайне необычном ключе решив (и резко сократив) такие вещи, как «Cool Britannia» (по мотивам британского гимна) и «The Sound of Music». Один из треков альбома, «Jazz, Delicious Hot, Disgusting Cold», зло пародировал отринутые коллективом корни трад-джаза и был исполнен, в числе прочих, такими «приглашёнными участниками», как Джон Уэйн (ксилофон), Адольф Гитлер (вибрафон) и др. Много лет спустя Стэншолл был приглашен для записи вступления к альбому Майка Олдфилда Tubular Bells и исполнил партию, во многом напоминавшую по стилю The Intro and the Outro.
В 1968 году — с продюсерами Полом Маккартни и Гасом Дадженом, взявшими себе коллективный псевдоним Apollo C. Vermouth, группа выпустила сингл «I'm the Urban Spaceman», ставший хитом в Британии. Сингл не был включён во второй альбом The Doughnut in Granny's Greenhouse; он был добавлен лишь к переизданию 2007 года, перевыпущенному как I’m the Urban Spaceman. Альбом, записанный квинтетом (Стэншолл, Иннес, Спир, Слейтер, Смит), поднялся до #40 в UK Album Charts; в числе треков был и «Trouser Press» («анархический 12-тактовый блюз») впоследствии давший название американскому рок-изданию.
В 1969 году вышел третий альбом группы Tadpoles, в записи которого приняли практически все участники, выступавшие в телепрограмме Do Not Adjust Your Set. Почти сразу же последовал альбом Keynsham, название которого имело отношение к странному методу прогнозирования футбольных результатах и рекламе этого метода на Radio Luxembourg. Альбом ознаменовал собой попытку группы «посерьёзнеть»; неудивительно (отмечает Allmusic), что он был многими признан слабейшей работой группы.
The Bonzos выступили на фестивале Isle of Wight, провела американские гастроли вместе с The Who, выступила вместе с The Kinks в зале Fillmore East, устроив дадаистское шоу с псевдо-стриптизом, гимнастическими упражнениями и т. д., а вернушвшись в Британию, приняли решение распустить группу и в январе 1970 года дали свой последний концерт.

### После распада
Не успела группа распасться в 1970 году, как записывающая компания тут же настояла на воссоединении: по условиям контракта необходимо было выпустить ещё один альбом. В работе над Let's Make Up And Be Friendly, который вышел в 1972 году, приняли постоянное участие только Стэншолл, Иннес и басист Деннис Коуан; Спиэр и Смит записались в качестве эпизодических гостей студии. В списке участников был указан также Родни Слэйтер, с его «незримым присутствием».
Второе воссоединение состоялось в 1988 году, когда участники The Bonzos (в их числе — Стэншолл и Иннес) записали сингл «No Matter Who You Vote For the Government Always Gets In (Heigh Ho)». Запись предполагалось приурочить ко всеобщим выборам в Великобритании, но вышла задержка, и решено было придержать его до следующих выборов, в 1992 году. Позже в 1990-х годах при Тони Блэре название одной из песен группы «Cool Britannia», было активно использовано прессой в пропагандистских целях.

## Историческое значение
The Bonzos сыграли (согласно Trouser Press) решающую роль в формировании современного британского юмористического искусства, явившись связующим звеном между The Goon Show, The Temperance Seven и Monty Python (Нил Иннес был автором значительной части музыки к фильмам последних). Группа общалась с The Beatles (в частности. приняла участие в «Magical Mystery Tour»), выступала на одной сцене с Led Zeppelin и «ввела дадаизм в рок-музыку за десять лет до того, как циникам новой волны это понадобилось».

## Участники группы
- Вивьен Стэншолл (1943—1995): труба, вокал
- Нил Иннес (1944—2019): фортепиано, гитара, вокал
- Родни Слейтер (род. 1944): саксофон
- Роджер Раскин Спир (род. 1943): саксофон
- «Legs» Ларри Смит (род. 1944): ударные

В числе многочисленных музыкантов, выступавших в составе группы на сцене, были Вернон Дадли БОэй-Новелл, Мартин Эш, Уолли Уилкс, Том Паркинсон, Крис Дженнингс, Тревор Браун, Эрик Клэптон, Элтон Джон, Пол Маккартни, Эйнсли Данбар, Джим Капальди, Энди Робертс, Дэйв Ричардс, Хью Флинт, Глен Колсон. Основными авторами коллектива были Стэншолл и Иннес. После распада группы оба (наряду с участниками The Scaffold) образовали новую группу, Grimms.

## Дискография

### Студийные альбомы
- 1967 — Gorilla (как The Bonzo Dog Doo-Dah Band)
- 1968 — The Doughnut in Granny's Greenhouse (UK Album Chart #40) (в США — как Urban Spaceman in the US.) (как Bonzo Dog Band)
- 1969 — Tadpoles (#36 UK) (Bonzo Dog Band)
- 1969 — Keynsham (Bonzo Dog Band)
- 1972 — Let's Make Up and Be Friendly (Bonzo Dog Band)
- 2007 — Pour l'Amour des Chiens (The Bonzo Dog Doo-Dah Band)[9]